# Лид, Дагни Танде
Дагни Танде Лид (норв. Dagny Tande Lid; 25 мая 1903[…], Нисседал, Телемарк — 28 января 1998, Осло) — норвежская художница, наиболее известная своими иллюстрациями растений. Также она писала стихи и прозу, участвовала в создании почтовых марок на ботанические темы и иллюстрировала работы ботаников, в том числе своего мужа Йоханнеса Лида (брак с 1936 года до его смерти в 1971). Наиболее известна своими иллюстрациями к "Норвежской горной флоре" (Fjellflora), изданной очень большим тиражом.